# 苏沃洛夫大元帅号核潜艇
“苏沃洛夫大元帅”号核潜艇（俄語：АПЛ Генералиссимус Суворов）是俄罗斯海军建造的北风之神级核动力弹道导弹潜艇，隶属于太平洋舰队第25潜艇师。
“苏沃洛夫大元帅”号核潜艇以亚历山大·苏沃洛夫大元帅的名字命名，配备了“布拉瓦”潜射弹道导弹。